# Regione del Sudovest (Camerun)
La Regione del Sudovest (Southwest Region in inglese, Région du Sud-Ouest in francese) è una delle 10 Regioni del Camerun, situata nella parte occidentale del paese, il capoluogo è la città di Buéa.

## Geografia fisica
Confina a nord-est con la Regione del Nordovest, a est con la Regione dell'Ovest, a sud-est con la Regione del Litorale, a sud-ovest si affaccia sull'Oceano Atlantico e a ovest e nord-ovest confina con la Nigeria.

## Storia
Il 12 novembre 2008 la provincia è stata sostituita dalla regione.

## Geografia antropica

### Suddivisioni amministrative
La regione è divisa in 6 dipartimenti.	
| Dipartimento     | Capoluogo |  |
| Fako             | Limbe     |  |
| Koupé-Manengouba | Bangem    |  |
| Lebialem         | Menji     |  |
| Manyu            | Mamfé     |  |
| Meme             | Kumba     |  |
| Ndian            | Mundemba  |  |